# Adrian Reid (ur. 1985)
Adrian Reid (ur. 10 marca 1985) – jamajski piłkarz występujący na pozycji obrońcy. Zawodnik klubu Portmore United.

## Kariera klubowa
Reid seniorską karierę rozpoczynał w 2004 roku w zespole Waterhouse FC. W 2005 roku przeszedł do Portmore United. W 2007 roku zdobył z nim Puchar Jamajki, a w 2008 roku mistrzostwo Jamajki. W 2009 roku grał na wypożyczeniu w norweskim Lillestrøm SK. Nie zagrał tam jednak w żadnym meczu. Po zakończeniu sezonu 2009 wrócił do Portmore.

## Kariera reprezentacyjna
W reprezentacji Jamajki Reid zadebiutował w 2004 roku. W 2011 roku został powołany do kadry na Złoty Puchar CONCACAF.